# Варваровский сельсовет (Амурская область)
Варваровский сельсове́т — сельское поселение в Октябрьском районе Амурской области.
Административный центр — село Варваровка.

## История
17 марта 2005 года в соответствии с Законом Амурской области № 457-ОЗ муниципальное образование наделено статусом сельского поселения.

## Население
| 2002  | 2010  | 2011  | 2012  | 2013  | 2014  | 2015  |
| ----- | ----- | ----- | ----- | ----- | ----- | ----- |
| 2889  | ↘2695 | ↘2679 | ↘2657 | ↗2659 | ↘2607 | ↘2597 |
| 2016  | 2017  | 2018  | 2021  |       |       |       |
| ↘2562 | ↘2544 | ↘2529 | ↗2639 |       |       |       |

## Состав сельского поселения
| № | Населённый пункт | Тип населённого пункта       | Население |
| - | ---------------- | ---------------------------- | --------- |
| 1 | Варваровка       | село, административный центр | ↘2529     |